# Traian (Ialomița)

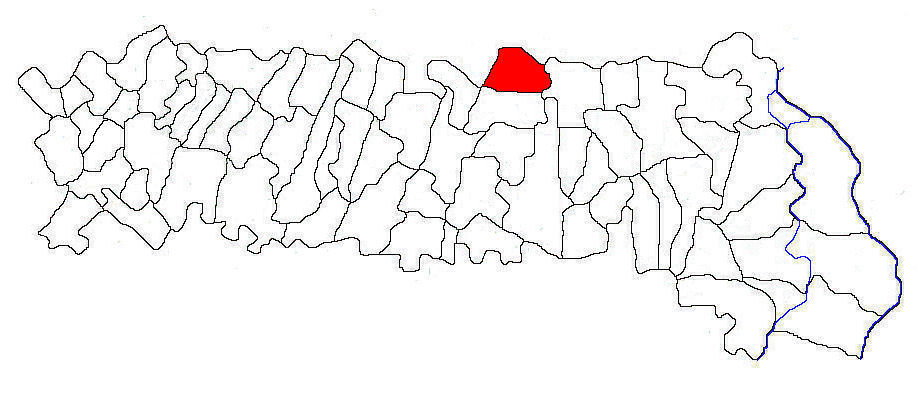
Mapa com os limites da comuna

Traian é uma comuna romena localizada no distrito de Ialomiţa, na região de Muntênia. A comuna possui uma área de  km² e sua população era de 3588 habitantes segundo o censo de 2007.